# デスティネーションキャンペーン

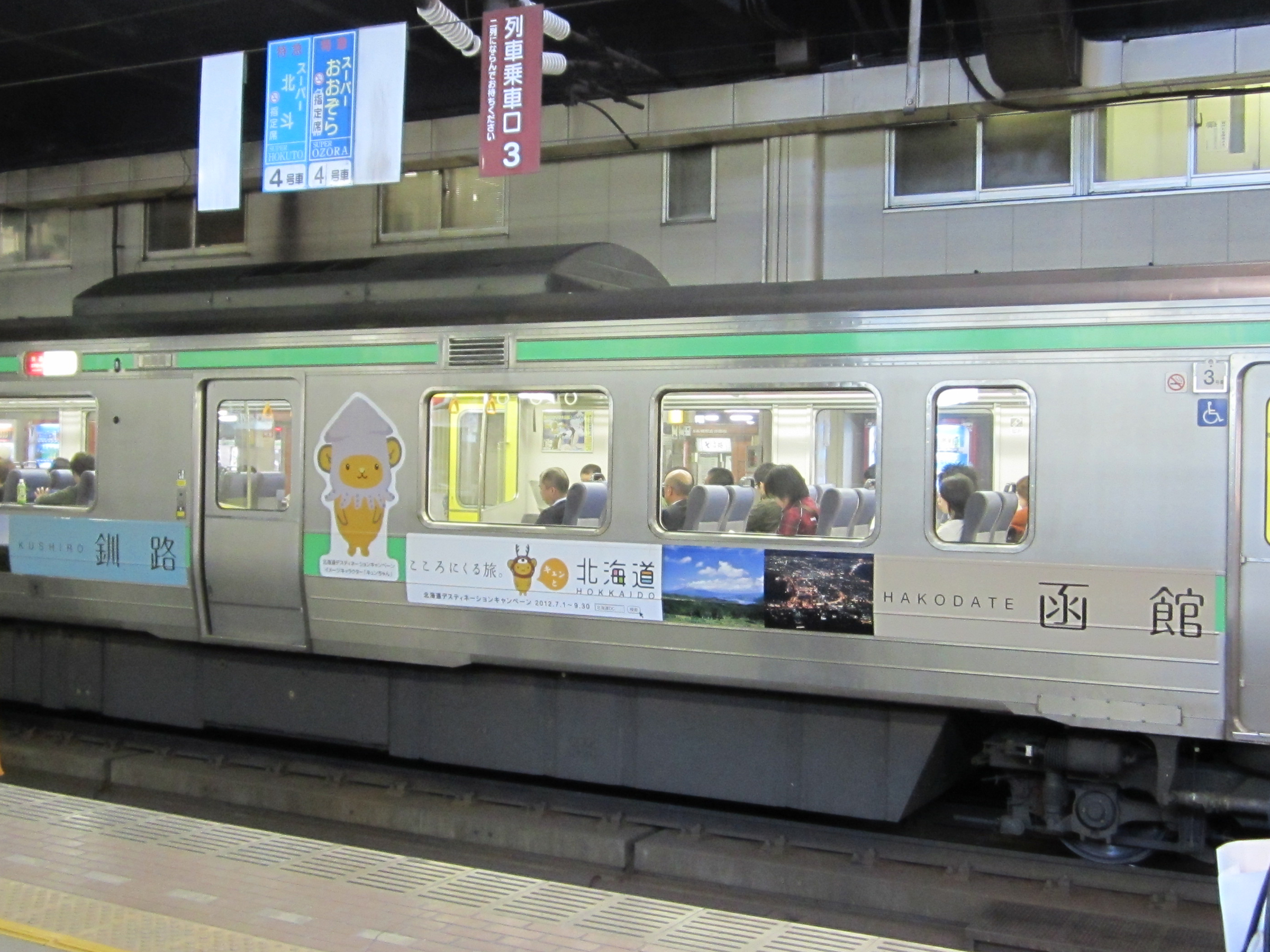
キャンペーンステッカーが貼られたJR北海道721系電車（2012年5月札幌駅にて）

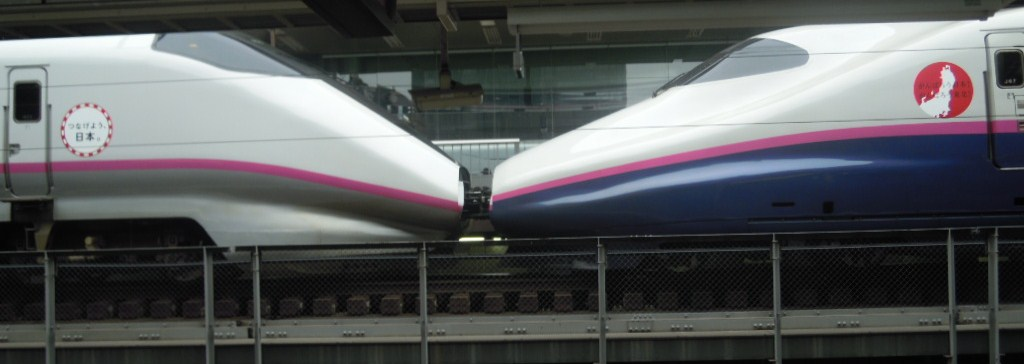
震災復興推進キャンペーンのステッカーを貼付したE3系と、青森デスティネーションキャンペーンのステッカーを貼付したE2系（2011年6月12日 東京駅）

デスティネーションキャンペーンとは、かつては日本国有鉄道（国鉄）、現在は北海道旅客鉄道（JR北海道）・東日本旅客鉄道（JR東日本）・東海旅客鉄道（JR東海）・西日本旅客鉄道（JR西日本）・四国旅客鉄道（JR四国）・九州旅客鉄道（JR九州）のJRグループ旅客6社と指定された自治体、地元の観光事業者等が共同で実施する大型観光キャンペーンのこと。
デスティネーション=Destination（目的地・行き先）とキャンペーン=Campaign（宣伝戦）の合成語。「DC」「デスキャン」と略される例が見られる。

## 概要
1978年（昭和53年）11月3日から、「いい日旅立ち DISCOVER JAPAN 2（ディスカバージャパン パート2）」キャンペーンの軸として、当時の国鉄と和歌山県が共同で実施した「きらめく紀州路」キャンペーンがそもそもの始まりである。ただし、当初は「重点販売地域」という部内名称のみで、1980年頃から「デスティネーション」キャンペーンと呼ばれるようになった。
2008年（平成20年）10月から3か月間開催された仙台・宮城デスティネーションキャンペーンにおいて、その丁度1年前の2007年（平成19年）10月から3か月間「プレDC」が初めて開催された。「プレDC」でも観光客増が見られたことから、その後のDCでも本DCの1年前に予行演習も兼ねて「プレDC」を開催する例が見られるようになった。

### ジョイフルパスポート
第2弾の「美しくに伊勢・志摩」から、国鉄では、旅行センターや主な旅行会社で、スタンプ押印欄のある「ジョイフルパスポート」を配布した。ジョイフルパスポートには2つの役割があり、ひとつはイベント参加や観光施設の優遇、もうひとつは当該観光地内のスタンプを捺して旅行後送付することでプレゼントがもらえる応募用紙となっていた。

## 一覧
詳細については、トレたびのホームページ内にある「デスティネーションキャンペーンの歴史（1978年度～1997年度）」と「デスティネーションキャンペーンの歴史（2008年度～現在）」を参照。
| 年度                                | 期間               | 地域                     | メインテーマ |  |
| ----------------------------------- | ------------------ | ------------------------ | --- |  |
| 1978年度 （昭和53年度）             | 11月3日 - 3月31日  | 和歌山県                 | きらめく紀州路 |  |
| 1979年度 （昭和54年度）             | 4月1日 - 6月30日   | 三重県                   | 美しくに伊勢・志摩 |  |
| 1979年度 （昭和54年度）             | 9月1日 - 11月30日  | 愛知県                   | ひろがりの三河湾・尾張路 |  |
| 1979年度 （昭和54年度）             | 1月18日 - 3月15日  | 京都市                   | 京の冬の旅 |  |
| 1980年度 （昭和55年度）             | 4月 - 6月          | 長野県                   | さわやか信州 |  |
| 1980年度 （昭和55年度）             | 7月 - 10月         | 岩手県                   | 詩情豊かな岩手路 |  |
| 1980年度 （昭和55年度）             | 10月1日 - 12月31日 | 岐阜県                   | 出逢いさまざま美濃飛騨路 |  |
| 1981年度 （昭和56年度）             | 10月1日 - 12月31日 | 石川県                   | くつろぎの加賀能登路 |  |
| 1982年度 （昭和57年度）             | 5月 - 8月          | 山形県                   | 紅花の山形路 |  |
| 1982年度 （昭和57年度）             | 10月1日 - 12月31日 | 新潟県                   | うるおいの新潟 |  |
| 1983年度 （昭和58年度）             | 4月1日 - 6月30日   | 富山県                   | いい人いい味いきいき富山 |  |
| 1983年度 （昭和58年度）             | 7月1日 - 9月30日   | 富山県                   | いい人いい味いきいき富山 |  |
| 1984年度 （昭和59年度）             |                    | 広島県                   | SunSunひろしま |  |
| 1984年度 （昭和59年度）             | 9月 - 12月         | 秋田県                   | まごころ秋田 |  |
| 1985年度 （昭和60年度）             | 4月 - 8月          | 東北地方                 | まるごと自然東北 |  |
| 1985年度 （昭和60年度）             | 4月1日 - 6月30日   | 群馬県・新潟県           | ぐっと群馬・新潟 |  |
| 1986年度 （昭和61年度）             | 4月26日 - 8月25日  | 奈良県                   | あなたとなら・大和路 |  |
| 1986年度 （昭和61年度）             | 8月23日 - 11月22日 | 鳥取県・島根県           | 見つけて下さい、あなたの山陰 |  |
| 1987年度 （昭和62年度）             | 9月1日 -12月31日   | 和歌山県                 | ふれ愛紀州路 |  |
| 1988年度 （昭和63年度）             | 5月 - 8月          | 山形県                   | 紅花の山形路 |  |
| 1988年度 （昭和63年度）             | 1月1日 - 3月31日   | 熊本県                   | 超魅力くまもと |  |
| 1989年度 （平成元年）               | 4月1日 - 6月30日   | 福井県                   | 味わいふれあい越前若狭 |  |
| 1989年度 （平成元年）               | 9月1日 - 12月31日  | 四国                     | しあわせランド四国（瀬戸大橋開通翌年） |  |
| 1990年度 （平成2年度）              | 4月1日 - 6月30日   | 新潟県                   | うるおいの新潟 |  |
| 1990年度 （平成2年度）              | 7月 - 9月          | 大阪府                   | 大阪はいま、花どき宣言（花の万博と連携） |  |
| 1990年度 （平成2年度）              | 10月1日 - 12月31日 | 鹿児島県                 | 翔ぶが如く鹿児島 |  |
| 1991年度 （平成3年度）              | 8月1日 - 12月31日  | 北東北                   | 北東北に針路をとれ |  |
| 1992年度 （平成4年度）              | 7月1日 - 9月30日   | 山形県                   | 紅花の山形路 |  |
| 1993年度 （平成5年度）              | 7月1日 - 9月30日   | 新潟県                   | うるおいの新潟 |  |
| 1994年度 （平成6年度）              | 4月1日 - 5月30日   | 北東北                   | 北東北に針路をとれ |  |
| 1995年度 （平成7年度）              | 3月15日 - 6月30日  | 四国                     | しあわせランド四国 |  |
| 1995年度 （平成7年度）              | 7月1日 - 9月30日   | 福島県                   | うつくしま、ふくしま。 |  |
| 1996年度 （平成8年度）              | 4月1日 - 6月30日   | 富山県                   | いきいき富山 |  |
| 1996年度 （平成8年度）              | 1月1日 - 3月18日   | 新潟県                   | うるおいの新潟 |  |
| 1997年度 （平成9年度）              | 4月1日 - 6月30日   | 秋田県                   | 秋田花まるっ |  |
| 1997年度 （平成9年度）              | 9月1日 - 11月15日  | 熊本県                   | いい旅しよう 雄大自然 くまもと |  |
| 1997年度 （平成9年度）              | 11月16日 - 1月15日 | 四国                     | しあわせランド四国 |  |
| 1997年度 （平成9年度）              | 1月1日 - 3月18日   | 茨城県                   | 漫遊空間いばらき |  |
| 1998年度 （平成10年度）             | 7月1日 - 9月30日   | 北東北                   | 北東北に針路をとれ |  |
| 1998年度 （平成10年度）             | 10月1日 - 12月31日 | 長野県                   | さわやか信州 |  |
| 1998年度 （平成10年度）             | 1月1日 - 3月31日   | 福島県                   | ほんとの空がある うつくしま、ふくしま。 |  |
| 1999年度 （平成11年度）             | 4月1日 - 6月30日   | 栃木県                   | やすらぎの栃木路 |  |
| 1999年度 （平成11年度）             | 7月1日 - 9月30日   | 福井県                   | 味わいふれあい越前若狭 |  |
| 1999年度 （平成11年度）             | 10月1日 - 12月31日 | 福岡県                   | |  |
| 1999年度 （平成11年度）             | 1月1日 - 3月18日   | 滋賀県                   | いち、にの、さん、滋賀 |  |
| 2000年度 （平成12年度）             | 4月1日 - 6月30日   | 静岡県                   | OPEN! しずおか |  |
| 2000年度 （平成12年度）             | 7月1日 - 8月30日   | 山形県                   | 四季感動のやまがた |  |
| 2000年度 （平成12年度）             | 9月1日 - 11月30日  | 山梨県                   | ときめく旬感! 山梨ロマン街道 |  |
| 2000年度 （平成12年度）             | 12月2日 - 3月18日  | 京都市                   | 京の冬の旅キャンペーン |  |
| 2001年度 （平成13年度）             | 4月1日 - 6月30日   | 福島県                   | ほんとの空がある うつくしま、ふくしま。 |  |
| 2001年度 （平成13年度）             | 7月1日 - 9月30日   | 山口県                   | きららのくに 新呼吸。 おいでませ山口へ |  |
| 2001年度 （平成13年度）             | 10月1日 - 12月31日 | 新潟県                   | うるおいの新潟 |  |
| 2001年度 （平成13年度）             | 1月1日 - 3月18日   | 京都市                   | 京の冬の旅キャンペーン |  |
| 2002年度 （平成14年度）             | 4月1日 - 6月30日   | 茨城県                   | 漫遊空間いばらき |  |
| 2002年度 （平成14年度）             | 7月1日 - 9月30日   | 佐賀県                   | Go to SAGA |  |
| 2002年度 （平成14年度）             | 10月1日 - 12月31日 | 北海道                   | ごちパラ北海道 |  |
| 2002年度 （平成14年度）             | 12月1日 - 3月18日  | 京都市                   | 京の冬の旅キャンペーン |  |
| 2003年度 （平成15年度）             | 4月1日 - 6月30日   | 北東北                   | 北東北に針路をとれ |  |
| 2003年度 （平成15年度）             | 7月1日 - 9月30日   | 山陰                     | 見つけてください、あなたの山陰 |  |
| 2003年度 （平成15年度）             | 10月1日 - 12月31日 | 四国                     | こころのふるさと 癒しの四国へ |  |
| 2003年度 （平成15年度）             | 1月1日 - 3月21日   | 京都市                   | 京の冬の旅キャンペーン |  |
| 2004年度 （平成16年度）             | 4月1日 - 6月30日   | 熊本県・鹿児島県         | のんびりへ、まっしぐら。 熊本 鹿児島 大接近 |  |
| 2004年度 （平成16年度）             | 7月1日 - 9月30日   | 山形県                   | おいしい山形 |  |
| 2004年度 （平成16年度）             | 10月1日 - 12月31日 | 和歌山県                 | わっ!が山ほど和歌山県 |  |
| 2004年度 （平成16年度）             | 1月1日 - 3月21日   | 京都市                   | 京の冬の旅キャンペーン |  |
| 2005年度 （平成17年度）             | 4月1日 - 6月30日   | 愛知県                   | まるごと博覧会場だ。愛知（愛・地球博と連携） |  |
| 2005年度 （平成17年度）             | 7月1日 - 9月30日   | 福島県・あいづ           | 会津 - あったんです。まだ、極上の日本が... |  |
| 2005年度 （平成17年度）             | 10月1日 - 12月31日 | 広島県                   | ええじゃん広島県 |  |
| 2005年度 （平成17年度）             | 1月1日 - 3月31日   | 京都市                   | 京の冬の旅キャンペーン |  |
| 2006年度 （平成18年度）             | 4月1日 - 5月31日   | 山陰                     | 見つけてください、あなたの山陰 |  |
| 2006年度 （平成18年度）             | 6月1日 - 8月30日   | 北海道                   | ひとりひとりが、花のおもてなし。はなたび北海道 |  |
| 2006年度 （平成18年度）             | 9月1日 - 11月30日  | 九州                     | 感動がある。物語がある。九州。 |  |
| 2006年度 （平成18年度）             | 12月1日 - 2月28日  | 京都市                   | 京の冬の旅キャンペーン |  |
| 2006年度 （平成18年度）             | 2月1日 - 4月30日   | 千葉県                   | 花と海 心やすらぐ千葉の旅。房総発見伝 |  |
| 2007年度 （平成19年度）             | 4月1日 - 6月30日   | 岡山県                   | きっと新発見、もっと再発見。岡山の旅 |  |
| 2007年度 （平成19年度）             | 7月1日 - 9月30日   | 北東北                   | もう一つの日本 北東北 |  |
| 2007年度 （平成19年度）             | 10月1日 - 12月31日 | 岐阜県                   | いい旅 ふた旅 ぎふの旅 |  |
| 2007年度 （平成19年度）             | 1月1日 - 3月31日   | 京都市                   | 京の冬の旅キャンペーン |  |
| 2008年度 （平成20年度）             | 4月1日 - 6月30日   | 山梨県                   | 週末は山梨にいます。 |  |
| 2008年度 （平成20年度）             | 7月1日 - 9月30日   | 山口県                   | はじめてなのに、なつかしい。おいでませ山口へ |  |
| 2008年度 （平成20年度）             | 10月1日 - 12月31日 | 仙台市・宮城県           | 美味し国 伊達な旅 |  |
| 2008年度 （平成20年度）             | 1月1日 - 3月31日   | 京都市                   | 京の冬の旅キャンペーン |  |
| 2009年度 （平成21年度）             | 4月1日 - 6月30日   | 兵庫県                   | あなたに会いたい兵庫がいます。 |  |
| 2009年度 （平成21年度）             | 6月1日 - 8月31日   | 横浜市                   | ストーリーが、はじまる。ヨコハマ |  |
| 2009年度 （平成21年度）             | 10月1日 - 12月31日 | 新潟県                   | うまさ ぎっしり新潟 |  |
| 2009年度 （平成21年度）             | 1月1日 - 3月22日   | 京都市                   | 京の冬の旅キャンペーン |  |
| 2010年度 （平成22年度）             | 4月1日 - 6月30日   | 奈良県                   | はじまりの奈良、めぐる感動。（平城遷都1300年記念） |  |
| 2010年度 （平成22年度）             | 10月1日 - 12月31日 | 長野県                   | 未知を歩こう。信州 |  |
| 2010年度 （平成22年度）             | 1月1日 - 3月21日   | 京都市                   | 京の冬の旅キャンペーン |  |
| 2011年度 （平成23年度）             | 4月23日 - 7月22日  | 青森県                   | 行くたび、あたらしい。青森 がんばろう日本!がんばろう東北! め - ど - in青森!                                                                                          |  |
| 2011年度 （平成23年度）             | 7月1日 - 9月30日   | 群馬県                   | 心にググっとぐんま わくわく 体験 新発見 |  |
| 2011年度 （平成23年度）             | 10月1日 - 12月31日 | 熊本県・宮崎県・鹿児島県 | のんびり過ごす極情の旅 |  |
| 2011年度 （平成23年度）             | 1月1日 - 3月20日   | 京都市                   | 京の冬の旅キャンペーン |  |
| 2012年度 （平成24年度）             | 4月1日 - 6月30日   | 岩手県                   | イーハトーブいわて物語 ～そういう旅に私はしたい。 |  |
| 2012年度 （平成24年度）             | 7月1日 - 9月30日   | 北海道                   | 心にくるたび。キュンと北海道 |  |
| 2012年度 （平成24年度）             | 10月1日 - 12月31日 | 山陰                     | ほっと一息 あなたの旅 山陰から |  |
| 2012年度 （平成24年度）             | 1月1日 - 3月20日   | 京都市                   | 京の冬の旅キャンペーン |  |
| 2013年度 （平成25年度）             | 4月1日 - 6月30日   | 仙台市・宮城県           | 笑顔咲くたび 伊達な旅 |  |
| 2013年度 （平成25年度）             | 7月1日 - 9月30日   | 広島県                   | 瀬戸内ひろしま、宝しま |  |
| 2013年度 （平成25年度）             | 10月1日 - 12月31日 | 秋田県                   | あきたにしました。 |  |
| 2013年度 （平成25年度）             | 1月1日 - 3月23日   | 京都市                   | 京の冬の旅キャンペーン |  |
| 2014年度 （平成26年度）             | 4月1日 - 6月30日   | 新潟県                   | うまさぎっしり新潟「彩とりどりの春めぐり」 |  |
| 2014年度 （平成26年度）             | 6月14日 - 9月13日  | 山形県                   | 山形日和。 |  |
| 2014年度 （平成26年度）             | 9月14日 - 12月13日 | 和歌山県                 | 和み、和らぐ。和歌山からはじまる旅。 |  |
| 2014年度 （平成26年度）             | 1月1日 - 3月22日   | 京都市                   | 京の冬の旅キャンペーン |  |
| 2015年度 （平成27年度）             | 4月1日 - 6月30日   | 福島県                   | 福が満開、福のしま。 |  |
| 2015年度 （平成27年度）             | 7月1日 - 9月30日   | 大分県                   | いやします。ひやします。おんせん県おおいた |  |
| 2015年度 （平成27年度）             | 10月1日 - 12月31日 | 富山県・石川県・福井県   | Japanese Beauty Hokuriku ～日本の美は、北陸にあり。～ |  |
| 2015年度 （平成27年度）             | 1月1日 - 3月21日   | 京都市                   | 50回記念「京の冬の旅」キャンペーン |  |
| 2016年度 （平成28年度）             | 4月1日 - 6月30日   | 岡山県                   | 晴れらんまん おかやまの旅 |  |
| 2016年度 （平成28年度）             | 7月1日 - 9月30日   | 青森県・函館             | ひと旅 ふた旅、めぐる旅。 青森・函館 |  |
| 2016年度 （平成28年度）             | 10月1日 - 12月31日 | 長崎県                   | 旅さきは、ながさき。 |  |
| 2016年度 （平成28年度）             | 1月1日 - 3月20日   | 京都市                   | 京の冬の旅キャンペーン |  |
| 2017年度 （平成29年度）             | 4月1日 - 6月30日   | 四国                     | しあわせぐるり、しこくるり |  |
| 2017年度 （平成29年度）             | 7月1日 - 9月30日   | 長野県                   | 世界級リゾートへ、ようこそ。山の信州 |  |
| 2017年度 （平成29年度）             | 9月1日 - 12月31日  | 山口県                   | 維新の風が誘(いざな)う。おもしろき国 山口 |  |
| 2017年度 （平成29年度）             | 1月1日 - 3月20日   | 京都市                   | 京の冬の旅 －おかげさまで京都駅開業140周年－ |  |
| 2018年度 （平成30年度）             | 4月1日 - 6月30日   | 栃木県                   | 本物の出会い 栃木 |  |
| 2018年度 （平成30年度）             | 7月1日 - 9月30日   | 鳥取県・島根県（山陰）   | わすれがたき山陰 |  |
| 2018年度 （平成30年度）             | 10月1日 - 12月31日 | 愛知県                   | 未来クリエイター 愛知 |  |
| 2018年度 （平成30年度）             | 1月1日 - 3月20日   | 京都市                   | 京の冬の旅 「京都にみる日本の絵画 ～近世から現代～」 |  |
| 2019年度 （平成31年度・令和元年度） | 4月1日 - 6月30日   | 静岡県                   | アッパレ しずおか元気旅 |  |
| 2019年度 （平成31年度・令和元年度） | 7月1日 - 9月30日   | 熊本県                   | 五感、ひびく、観動旅 「もっと、もーっと！くまもっと。」 |  |
| 2019年度 （平成31年度・令和元年度） | 10月1日 - 12月31日 | 新潟県・庄内エリア       | 日本海美食旅（ガストロノミー） |  |
| 2019年度 （平成31年度・令和元年度） | 1月1日 - 3月22日   | 京都市                   | 第54回 京の冬の旅「冬の京都は、贅沢だ。」 |  |
| 2020年度 （令和2年度）              | 4月1日 - 6月30日   | 群馬県                   | 心にググっとぐんま わくわく 体験 新発見 |  |
| 2020年度 （令和2年度）              | 7月1日 - 9月30日   |                          | 東京オリンピック・パラリンピック（TOKYO 2020）開催予定のため、実施なし                                                                                               |  |
| 2020年度 （令和2年度）              | 10月1日 - 12月31日 | せとうち広島             | ミタイケンひろしま |  |
| 2020年度 （令和2年度）              | 1月1日 - 3月20日   | 京都市                   | 第55回 京の冬の旅「京都に見る日本の文化」 |  |
| 2021年度 （令和3年度）              | 4月1日 - 9月30日   | 東北6県                  | 巡るたび、出会う旅。東北 |  |
| 2021年度 （令和3年度）              | 10月1日 - 12月31日 | 四国                     | しあわせぐるり、しこくるり。〜四国の風・水・色を感じて〜 |  |
| 2021年度 （令和3年度）              | 1月8日 - 3月18日   | 京都市                   | 第56回 京の冬の旅「秘められた京の美をたずねて」 |  |
| 2022年度 （令和4年度）              | 4月1日 - 6月30日   |                          | |  |
| 2022年度 （令和4年度）              | 7月1日 - 9月30日   | 岡山県                   | こころ晴ればれおかやまの旅 |  |
| 2022年度 （令和4年度）              | 10月1日 - 12月31日 | 佐賀県・長崎県           | あなたの旅のコンパスをSとNへ 佐賀と長崎へ 出発進行！ |  |
| 2022年度 （令和4年度）              | 1月1日 - 3月20日   | 京都市                   | 第57回 京の冬の旅 |  |
| 2023年度 （令和5年度）              | 4月1日 - 6月30日   |                          | |  |
| 2023年度 （令和5年度）              | 7月1日 - 9月30日   | 兵庫県                   | 御食国･兵庫五国の食･体験が織りなすテロワール旅 |  |
| 2023年度 （令和5年度）              | 10月1日 - 12月31日 | 茨城県                   | 体験王国いばらき |  |
| 2023年度 （令和5年度）              | 1月1日 - 3月20日   | 京都市                   | 第58回 京の冬の旅「～京都にみる日本の文化～」 |  |
| 2024年度 （令和6年度）              | 4月1日 - 6月30日   | 福岡県・大分県           | 至福の旅！大吉の旅！ 福岡・大分 |  |
| 2024年度 （令和6年度）              | 7月1日 - 9月30日   |                          | |  |
| 2024年度 （令和6年度）              | 10月1日 - 12月31日 | 富山県・石川県・福井県   | Japanese Beauty Hokuriku ～日本の美は、北陸にあり。～「美観・美食・美技・美湯・美心」の5つの美（北陸新幹線福井・敦賀延伸に関する北陸デスティネーションキャンペーン） |  |
| 2024年度 （令和6年度）              | 1月10日 - 3月18日  | 京都市                   | 第59回 京の冬の旅 「世界遺産登録30周年」 「洛陽三十三所観音霊場再興20周年」                                                                                          |  |
| 2025年度 （令和7年度）              | 4月1日 - 6月30日   | 大阪府                   | 来てな！オモロイがいっぱい大阪旅（大阪・関西万博と連携） |  |
| 2025年度 （令和7年度）              | 7月1日 - 9月30日   |                          | |  |
| 2025年度 （令和7年度）              | 10月1日 - 12月31日 |                          | |  |
| 2025年度 （令和7年度）              | 1月1日 - 3月20日   | 京都市                   | 第60回 京の冬の旅 |  |
| 2026年度 （令和8年度）              | 4月1日 - 6月30日   | 福島県                   | キャッチコピー「しあわせの風ふくしま」 テーマ「風の恵～自然の魅力～」 「風の香～食と酒の魅力～」 「風の詩～歴史と文化の魅力～」 「風の路～体験と復興の魅力～」       |  |
| 2026年度 （令和8年度）              | 7月1日 - 9月30日   | 熊本県                   | |  |
| 2026年度 （令和8年度）              | 10月1日 - 12月31日 | 山口県                   | 万福の旅 おいでませ ふくの国、山口 |  |
| 2026年度 （令和8年度）              | 1月1日 - 3月20日   | 京都市                   | 第61回 京の冬の旅 |  |
| 2027年度 （令和9年度）              | 4月1日 - 6月30日   | 神奈川県・横浜市         | (GREEN×EXPO 2027開催にあわせたキャンペーン) |  |
| 2027年度 （令和9年度）              | 7月1日 - 9月30日   | 長野県                   | |  |
| 2027年度 （令和9年度）              | 10月1日 - 12月31日 | 滋賀県                   | |  |
| 2027年度 （令和9年度）              | 1月1日 - 3月20日   | 京都市                   | 第62回 京の冬の旅 |  |